# Alicia González Laá
Alicia González Laá (Madrid; 5 de septiembre de 1974) es una actriz española de teatro y televisión, hermana de la directora y guionista Sílvia González Laá. Ambas han estudiado en la Escuela Costa y Llobera de Sarrià, Barcelona y la carrera de Humanidades en la Universidad Pompeu Fabra de Barcelona.

## Filmografía

### Cine
| Año  | Película                        | Director             |
| ---- | ------------------------------- | -------------------- |
| 1995 | Laia, el regalo d'aniversario   | Jordi Frades         |
| 1996 | Exorcio Deus Machine: La misión | Ricardo Ribelles     |
| 1997 | El dominio de los sentidos      | Isabel Gardela       |
| 1998 | La soledad de los espías        | Miguel Martínez Shaw |
| 1999 | El rugido de la mantis          | Josep Bosch Mitja    |
| 2001 | Cabello de ángel                | Enric Folch          |
| 2002 | Freetown                        | Javier Arazola       |
| 2003 | L'escla de Diamants             | Jordi Marcos         |
| 2003 | El tránsfuga                    | Jesús Font           |
| 2005 | Vorvik                          | José Antonio Vitoria |
| 2007 | Hidden Camera                   | Bryan Goeres         |
| 2010 | Estar aquí                      | Silvia González Laá  |
| 2012 | Olor de colònia                 | Lluís Mª Güell       |

### Series
| Año       | Serie                  | Papel                      | Canal     | Notas                                           |
| --------- | ---------------------- | -------------------------- | --------- | ----------------------------------------------- |
| 1996      | Nissaga de poder       | Inés                       | TV3       | Papel Secundario                                |
| 1998      | Periodistas            |                            | Telecinco | 1 episodio (2x05 Mis problemas con las mujeres) |
| 1998      | Ambiciones             | Lucía                      | Antena 3  | Papel Secundario                                |
| 2001      | Temps de silenci       | Marisol                    | TV3       | Papel Secundario (3 episodios)                  |
| 2002      | Viva SClub!            | María                      | BBC       | Papel Secundario (en inglés) (13 episodios)     |
| 2003-2011 | Hospital Central       | Clara Masera/Julia Montero | Telecinco | Papel Recurrente (4 episodios)                  |
| 2005-2010 | Ventdelplà             | Yolanda                    | TV3       | Papel Recurrente (5 episodios)                  |
| 2007      | El comisario           |                            | Telecinco | 1 episodio (11x14 La culpa no perdona)          |
| 2007-2009 | 13 anys i un dia       | Sílvia                     | TV3       | Papel Principal (2 temporadas)                  |
| 2009-2011 | Los misterios de Laura | Sandra                     | TVE       | Papel Secundario (5 episodios)                  |
| 2011-2012 | Los protegidos         | Ana Aroca Rueda            | Antena 3  | Papel Secundario (19 episodios)                 |
| 2012      | Imperium               | Melinna                    | Antena 3  | Papel Secundario (2 episodios)                  |
| 2018      | Estoy vivo             |                            | TVE       | 1 episodio (2x06 Un hombre de palabra)          |

## Teatro
- Tuppersex (2015) de Edu Pericas.
- El viejo vecindario (2012) de David Mamet.
- Zoom (2012) de Carles Batlle.
- Un fantasma a casa (2011) de Noël Coward.
- El petit Eiolf (2011) de Henrik Ibsen.
- El último secreto de James Dean (2011) de Albert Tola
- Boeing-Boeing (2010) de Marc Camoletti.
- Hasta que la muerte nos separe (2009) de Remi DeVos.
- La América de Edward Hopper (2009) de Eva Hibernia.
- N&N: Una pareja joven busca piso (2008) de Marc Rosich.
- Una mujer en transparencia (2008) de Eva Hibernia.
- Tres versions de la vida (2007) de Yasmina Reza.
- Party Line (2007) de Marc Rosich.
- Salento (2006) de Albert Tola.
- Entre Meses Variados (2006) de Marc Rosich.
- Valentina (2006) de Carles Soldevila.
- La Gavina (2005) de Antón Chéjov.
- Las Señoritas de Siam (2005) de Ever Blanchet
- Bodas de Sangre (2004) de Federico García Lorca.
- Las Furias de Bernarda (2004) a partir de La casa de Bernarda Alba de Federico García Lorca.
- Estimada Elena Sergueyevna (2002) de Ludmila Razumovskaya.
- Separaciones (2002) de Ever Blanchet.
- La Casa en obres (1998) de Pep Tosar.

## Premios
| Año  | Categoría            | Cortometraje | Dirección           | Resultado |
| ---- | -------------------- | ------------ | ------------------- | --------- |
| 2010 | Mejor actriz[¿cuál?] | Estar Aquí   | Silvia González Laá | Ganadora  |

| Año  | Categoría                      | Obra de Teatro | Dirección     | Resultado |
| ---- | ------------------------------ | -------------- | ------------- | --------- |
| 2006 | Mejor actriz de teatro[¿cuál?] | Salento        | Andrea Segura | Ganadora  |

- Datos: Q5668764